# Château de Beauvais (Gévezé)
Pour les articles homonymes, voir Château de Beauvais.
Le château de Beauvais est un château français situé sur la commune de Gévezé en Ille-et-Vilaine, à une quinzaine de kilomètres au nord de Rennes. Le château est inscrit au titre des monuments historiques par arrêtés du 18 décembre 1956 (façades et toitures) remplacé par un arrêté du 12 juin 2009 (ensemble du site avec le château et ses dépendances).